# Noc Jurija
Noc Jurija (ang. Yuri’s Night) – święto obchodzone corocznie 12 kwietnia w rocznicę pierwszego lotu załogowego w kosmos, który odbył się 12 kwietnia 1961 roku. 
Nazwa święta pochodzi od imienia pierwszego  kosmonauty Jurija Gagarina. Jest to także rocznica pierwszego lotu (1981) pojazdu kosmicznego wielokrotnego użytku – wahadłowca Columbia w misji STS-1. 
Noc Jurija została ustanowiona przez Lorettę Hidalgo, Trish Garner oraz George’a Whitesidesa, byłego dyrektora NASA (2004–2008) i dyrektora generalnego oraz prezesa amerykańskiej firmy produkującej pojazdy kosmiczne (Virgin Galactic).  Pierwsze obchody odbyły się 12 kwietnia 2001 roku.
Celem „Nocy Jurija” jest zainteresowanie społeczeństwa eksploracją kosmosu i zainspirowanie nowego pokolenia eksploratorów. Dzień ten jest obchodzony poprzez twórczą ekspresję zainspirowaną kosmosem, a także ogólnoświatowe obchody i wydarzenia edukacyjne. Noc Jurija połączyła globalną społeczność młodych ludzi oddanych kształtowaniu przyszłości eksploracji kosmosu. Globalne obchody są okazją do zaprezentowania elementów kulturalnych, które czerpały z kosmosu – muzyki, tańca, mody i sztuki.
W 2004 roku w Los Angeles obchody odwiedziło ponad sto ważnych postaci, między innymi pisarz Ray Bradbury, kosmiczny turysta Dennis Tito, fundator nagrody X-Prize Peter Diamandis, Lance Bass z zespołu *NSYNC, a także Nichelle Nichols (Uhura z pierwszej serii Star Trek). Po części oficjalnej rozpoczęto imprezę z dwoma parkietami tanecznymi i światowej sławy DJ-ami.
Noc Jurija przyjęła się w wielu krajach, w tym w Polsce i Rosji.